# بهار خورشیدی
بهار خورشیدی (زادهٔ ۱۳ آذر ۱۳۷۸ - درگذشتهٔ ۱ مهر ۱۴۰۱) معترض ایرانی ساکن شهرستان رباط‌کریم بود که در جریان اعتراضات پس از قتل حکومتی مهسا امینی و طی هجوم مأموران امنیتی به منزلش کشته شد. او معلم و مترجم زبان و نقاش بود.

## شرح واقعه
در اول مهر ۱۴۰۱ بهار به‌همراه خواهرش ۱۸ ساله‌اش از محل سکونت‌شان در مجمتع مسکونی صدف در خیابان فرهنگیان شهرستان رباط کریم خارج و مشغول توزیع کاغذهایی شدند که روی آن‌ها هشتگ «مهسا امینی» و «زن، زندگی، آزادی» نوشته شده بود. پس از مراجعت بهار به خانه، مأموران که در تعقیب آن دو بودند خواهر و مادرش را در یک مغازهٔ خیاطی بازداشت و به مقر سازمان اطلاعات سپاه در رباط کریم منتقل کردند. ساعاتی بعد آن‌ها برای بازداشت او به مجتمع مسکونی صدف هجوم بردند. دوازده مأمور در حضور خواهر ۱۲ ساله و برادر ۷ سالهٔ بهار تلاش کردند او را دستگیر کنند اما مقاومت بهار و کشمکش پیش‌آمده منجر به پرت شدن او از پنجرهٔ طبقهٔ چهارم به حیاط مجتمع شد. به گفتهٔ برادر کوچک بهار که شاهد ماجرا بود «در پی هجوم مامورها بهار برای فرار از دست آنها به سمت پنجره رفت و آنها او را به پایین پرت کردند». از آنجا که پایین پنجره تعدادی درخت بود بهار ابتدا روی یکی از درختان افتاد و بعد روی زمین پرت شد. او را به بیمارستان منتقل کردند اما چند ساعت بعد بر اثر خونریزی داخلی درگذشت.
پس از این واقعه مأموران امنیتی خانهٔ خانوادهٔ خورشیدی در مجتمع صدف را پلمب کردند. حدود ساعت چهار صبح روز دوم مهر، مادر و خواهر بهار آزاد شدند و به آنان گفته شد «بهار اقدام به خودکشی کرده و خود را پایین انداخته است». در نهایت با فشار مأموران امنیتی پیکر بهار خورشیدی ساعت ۱۵ همان روز (دوم مهر) در قبرستان صالحیهٔ امامزاده باقر رباط کریم دفن و علت مرگ او خودکشی اعلام شد. فشار به خانواده او به اندازه‌ای بود که مجبور شدند پس از چند روز خانه و شهرشان را رها و به یکی از استان‌های شمالی ایران مهاجرت کنند.